# Sigismund von Hallasz
Sigismund von Hallasz, Zsigmond Halasz (geb. vor 1740 im Königreich Ungarn; gest. nach 1747) war ein königlich-preußischer Oberst und Kommandeur des Husaren-Regiments Nr. 8.

## Leben
In Ungarn geboren kämpfte er im ersten schlesischen Krieg als Husar bei den kaiserlichen Truppen. Er wurde dort Rittmeister und kämpfte sehr erfolgreich gegen die preußischen Husaren.
So fiel er dem preußischen König Friedrich II. auf. Dieser beauftragte den damaligen Leutnant von Hofen (später Major), den talentierten Offizier abzuwerben. Zusammen mit zwei anderen Offizieren kam dieser in das kaiserliche Lager und bot dem Ungarn an zusammen mit bis zu 29 anderen ungarischen Offizieren in preußische Dienste zu treten und dort Kommandeur eines neuerrichteten Husaren-Regiments zu werden.
Nach dem Frieden ging Hallasz nach Wien, wohin ihn auch von Hofen (verkleidet) folgte. Hier waren fünf Eskadron Husaren als Leibwache der Kaiserin stationiert von wo die restlichen Offiziere rekrutiert werden konnten. Das Ganze geschah unter Mithilfe der preußischen Gesandtschaft unter Graf von Gotter und Legationsrat von Ammon. Die Offizierspatente war bereits auf dem Weg zurück von Berlin als einer der Abgeworbenen der kaiserliche Korporal Baron von Martinchowitz zum Kriegsministerium ging und eine Beförderung verlangte mit der Drohung sonst in preußische Dienste zu gehen. Das führte zu hektischer Aktivität, in der der Graf von Gotter die restlichen Offiziere vorwarnen konnte; die gingen daraufhin auf Umwegen nach Breslau. Dort wurden sie während einer Musterung dem König vorgestellt. Sie speisten zusammen mit dem König, der sie danach zum preußischen Husarengeneral Hans Joachim von Zieten nach Potsdam schickte. Sie wurden zunächst seinem Regiment zugeteilt.
Danach berief sie der König auf sein Schloss nach Berlin, wo er die neuerrichteten Husaren-Regimenter Nr. 8. (Hallasz) und Nr. 7 (Dieury) zuteilte. Mit seinem Regiment kämpfte von Hallasz im Zweiten Schlesischen Krieg von 1744 bis 1745. Besonders im Gefecht bei Kranowitz (20. Mai 1742) konnte sich die Einheit hervortun. Hallasz nahm 1747 seinen Abschied (wegen Geistesschwachheit).
Er ging dann auf die Güter des Grafen Rutowski oder zu den Barmherzigen Brüdern nach Breslau.